# 티에라 데 레에스
《티에라 데 레에스》(스페인어: Tierra de reyes)는 2014년 방영된 미국의 텔레노벨라이다.